# Bacdafucup (singel)
Bacdafucup – singel amerykańskiej grupy hip-hopowej Onyx promujący album Bacdafucup. Wydany w 1993.
„Bacdafucup” to krótki utwór stanowiący wejściówkę do albumu Bacdafucup. W wersji ocenzurowanej nazywa się „Bacup”.

## Lista utworów

### Side 1 (clean side)
1. „Bacup”
2. „Throw Ya Gunz” (radio edit)

### Side 2 (grimy side)
1. „Bacdafucup”
2. „Throw Ya Gunz” (album version)